# Lancia Lybra
Lancia Lybra – samochód osobowy klasy średniej produkowany przez włoską markę Lancia w latach 1999–2005.

## Historia i opis modelu

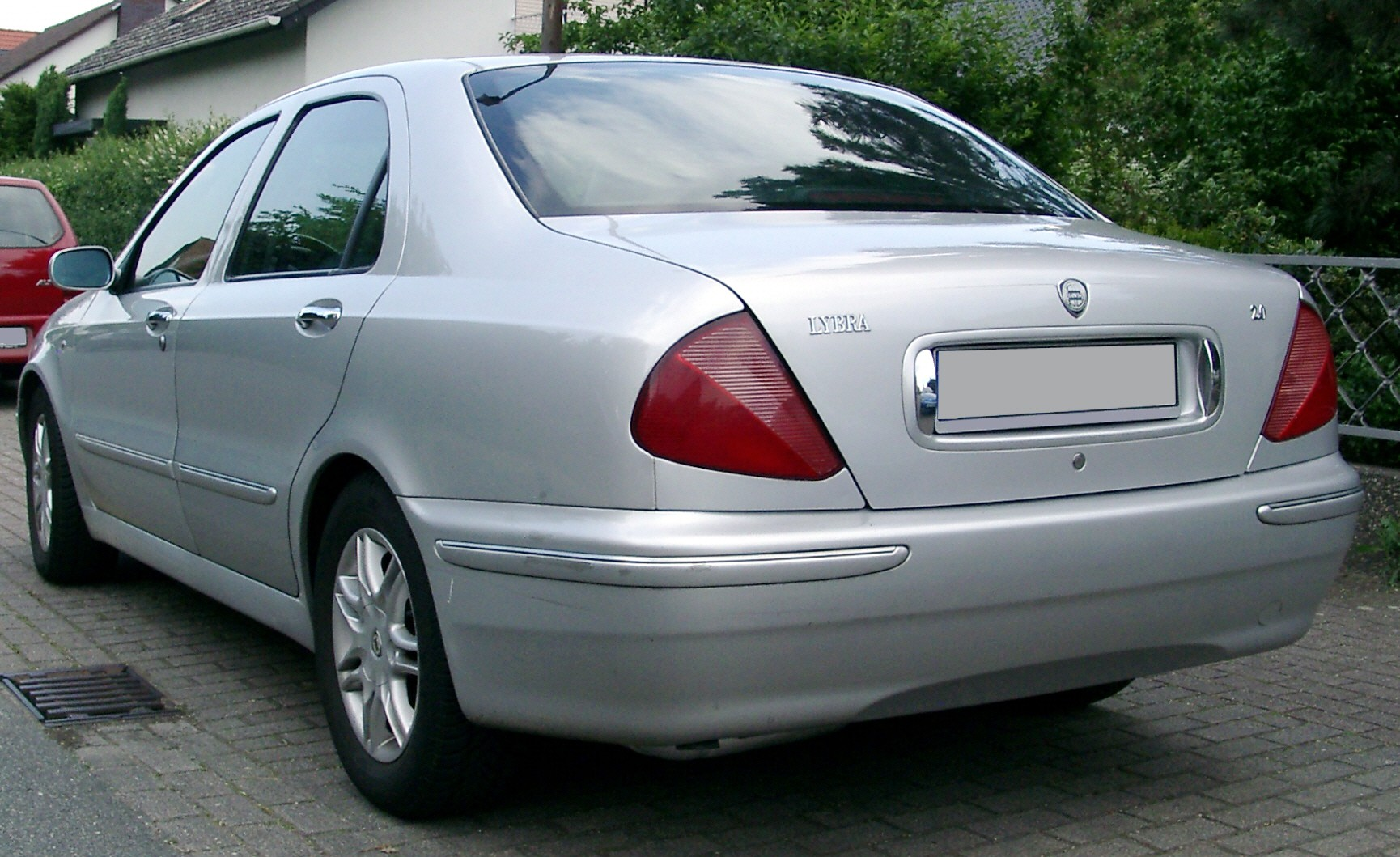
Lancia Lybra - tył

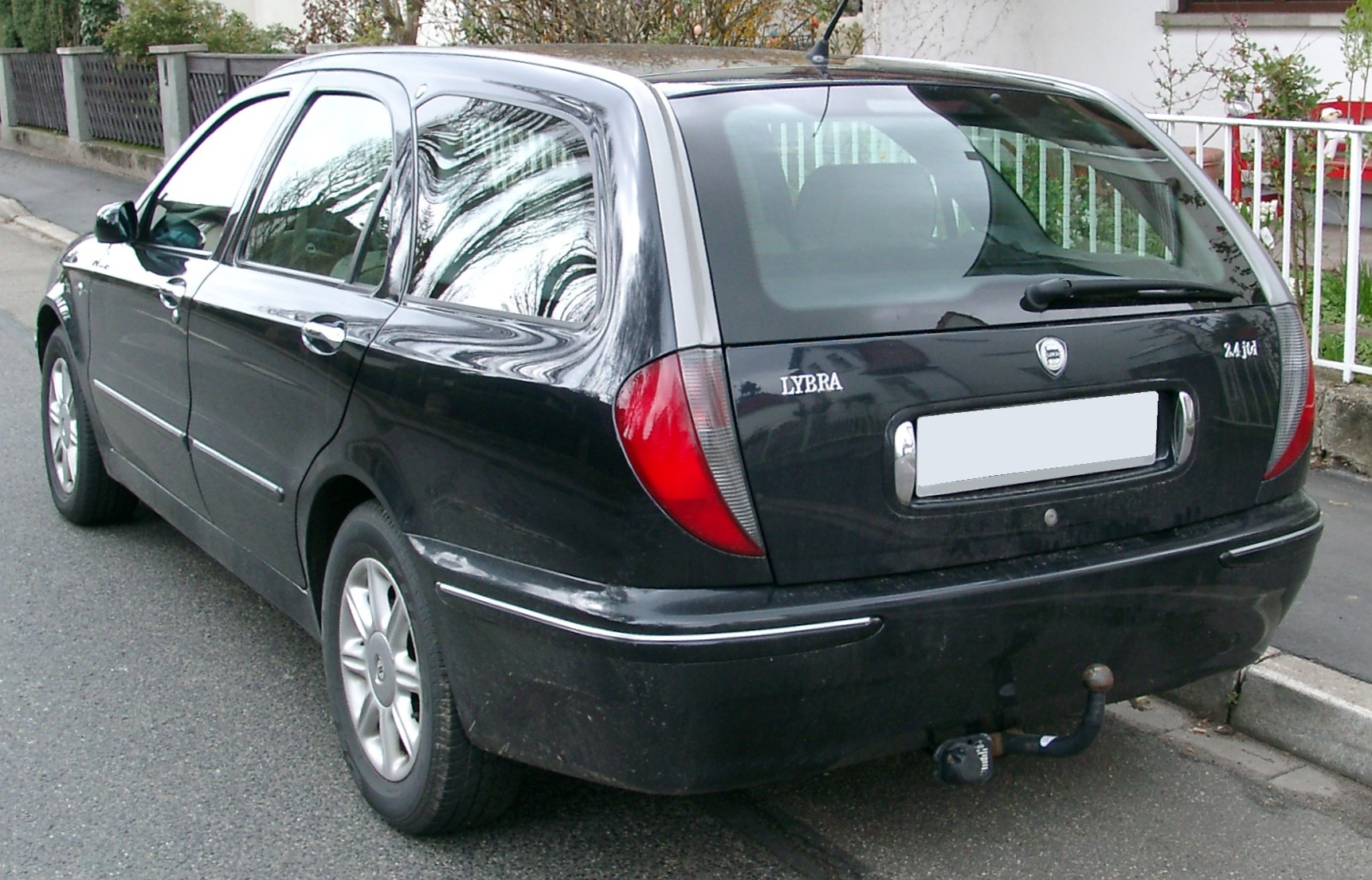
Lancia Lybra Kombi

Lybra stanowiła pewien przełom we współczesnej historii Lancii. Miała być dla Lancii tym samym, czym był model 156 dla firmy Alfa Romeo – nową erą pod względem designu i jakości. Zdradza to już jej nazwa (libra –  łac. waga), która jest wyraźnym odejściem od nazewnictwa pochodzącego od liter alfabetu greckiego (Delta, Kappa, Ypsilon). Również sam styl auta jest zerwaniem z kanciastą stylistyką, charakterystyczną dla ówczesnych modeli Lancii.
Prace nad projektem nazywanym przez Fiata „Nowa Dedra” (kod projektu: 839) rozpoczęto już w 1992 roku. W skład zespołu designerskiego weszli: Flavio Manzoni (szef projektu wnętrza), Roberto Corongiu (odpowiedzialny za dobór kolorów i materiałów), Massimo Gay (szef projektu karoserii) oraz Enrico Fumia – szef Lancia Stile Centro, którego w sierpniu 1996 roku zastąpił Mike Robinson.
Początkowo model był oparty na innej płycie podłogowej niż ostateczna wersja Lybry. Płyta ta miała też stanowić podstawę dla nowego modelu Fiata, który był planowany jako następca Fiata Cromy w segmencie D. Projekt ten jednak zarzucono na wiele lat i ostatecznie wykorzystano płytę podłogową Alfy Romeo 156. Wstępne koncepcje designu pochodziły z trzech różnych biur projektowych: po jednej propozycji z Centro Stile Lancia oraz  I.DE.A Institute, a także dwie propozycje przedstawione przez Leonardo Fioravanti.
Pierwszy projekt, sygnowany przez Enrico Fumia (ówczesnego szefa Centro Stile Lancia), wyraźnie jeszcze nawiązywał do „starej” linii Lancii. Przód nadwozia był rozwinięciem koncepcji znanej już z modelu Ypsylon, z charakterystycznym grillem i opadającą linią świateł przednich. Natomiast tylna część nadwozia tego projektu stała się bazą dla wersji, która weszła do produkcji.
Ostatecznie jednak projekt oparto na koncepcji biura I.DE.A Institute. Z niego właśnie pochodzą charakterystyczne okrągłe światła nawiązujące do aut Lancii z lat 50. (Aurelia, Appia). Projekt uzupełniono o pomysły projektantów Lancii (tył auta). Na podstawie tego wstępnego zarysu stworzono kilka różnych modeli, skupiając się głównie na modyfikacjach detali (grill, światła przednie i tylne etc.) oraz na dostosowaniu nadwozia do nowej płyty podłogowej, która była nieco krótsza i węższa. Wiosną 1996 roku projekt nadwozia był już na ukończeniu. Między 1996 a 1997 rokiem nastąpiła niemal roczna przerwa w pracach zespołu designerskiego. Po tym czasie modyfikacjom poddano jeszcze przód samochodu i ponownie przystąpiono do projektowania wnętrza, gdyż do tej pory żaden z przedstawionych projektów nie wyznaczył kierunku, w którym mieli iść projektanci. Priorytetem designerów z Centro Stile Lancia było połączenie niemieckiej jakości wykonania i materiałów z włoskim duchem. Prace nad wnętrzem nabrały rozpędu dopiero w momencie, gdy postanowiono wprowadzić moduł infocenter, łączący funkcjonalność systemu audio, nawigacji oraz telefonu. Projekt wnętrza przeznaczony do dalszego rozwoju wybrano dopiero w styczniu 1998 roku, ale był on już bardzo zbliżony do wersji produkcyjnej. W 2001 roku wnętrze przeszło drobny lifting – moduł poduszki pasażera zlane w jedną całość z kokpitem (zniknęły oddzielające go szczeliny).
Pierwotnie Lybra produkowana była w fabryce w Rivalta pod Turynem, a od roku 2002 w fabryce Mirafiori w Turynie.

### Wyposażenie
Lancia Lybra w czasach, kiedy była produkowana, należała do najlepiej wyposażonych samochodów w swoim segmencie. W latach 1999–2005 występowała łącznie w kilkunastu wersjach wyposażenia (m.in. Business, LS, LX, Emblema, Intensa, Executive), różniących się w zależności od roku produkcji i rynku, na którym była sprzedawana. Lybra nie ma żadnych zewnętrznych oznaczeń wersji wyposażenia – zwykle rozpoznaje się je po wzorze felg.
W podstawowym wyposażeniu każdej Lybry znaleźć można było 4 poduszki powietrzne (kierowcy, pasażera oraz boczne), wspomaganie kierownicy, ABS oraz elektrycznie sterowane i podgrzewane lusterka. Standardowym wyposażeniem był też tzw. ICS, czyli zintegrowany radioodtwarzacz i komputer pokładowy z obsługą zmieniarki CD. ICS występował w dwóch wersjach – bogatszą wzbogacono o telefon komórkowy oraz nawigację satelitarną. Ogromna większość Lybr wyposażona była też w dwustrefową, automatyczną klimatyzację, elektrycznie sterowane szyby oraz 15" felgi z lekkich stopów (stalowe felgi montowano jedynie w najniższej wersji wyposażenia).
Oprócz tego w bogatszych wersjach lub w opcji dostępne były między innymi: kurtyny powietrzne, ogrzewanie postojowe Webasto, lusterko wewnętrzne fotochromowe, dach otwierany, ogrzewane i elektrycznie sterowane przednie fotele, czujniki parkowania, zmieniarka CD, światła xenonowe, 16" felgi aluminiowe, systemy ASR, ESP, Hill Holder, tempomat, czujnik deszczu etc.
W 2001 roku Lybra występowała w 18 kolorach lakieru i 10 rodzajach tapicerki (tkanina, welur, Alcantara, skóra licowa, wersje łączone). Dla sześciu kolorów istniała możliwość zamówienia czarnego dachu (tylko w wersji SW).
Na szczególną uwagę zasługuje system nagłośnienia zaprojektowany specjalnie dla Lancii Lybry przez renomowaną firmę Bose. Składa się on z 7 głośników: 2 x woofer 168 mm w drzwiach przednich, 2 x tweeter 50 mm w drzwiach przednich, 2 x midrange 160 mm w drzwiach tylnych oraz subwoofer 230 mm w tylnej półce w wersji Berlina lub bass box w ściance bagażnika (14 dm³) w wersji SW. Nagłośnienie kontroluje wzmacniacz z 6 kanałami o mocy 37 W każdy. Całkowita moc muzyczna wynosi 220 W. System Bose był montowany w większości wersji wyposażenia (oprócz najniższej), a na jego potrzeby wnętrze samochodu zostało maksymalnie wyciszone.

### Dane techniczne
- Wymiary w mm (wys./dł./szer./rozstaw osi):
  - SW: 1470/4466/1743/2593,
  - Berlina: 1462/4466/1743/2593,
- Pojemność bagażnika (SW i Berlina): 420 l. Możliwość powiększenia do 800 i 1300 l.
- Pojemność zbiornika paliwa (wszystkie wersje silnikowe): 60 l (rezerwa: 8 l),
- Zawieszenie przednie:
  - Niezależne typu MacPherson, amortyzatory hydrauliczne teleskopowe o podwójnym działaniu. Wahacze dolne poprzeczne, sprężyny śrubowe. Stabilizator poprzeczny.
- Zawieszenie tylne:
  - Niezależne w systemie BLG (Ramiona Wzdłużnie Prowadzące). Sprężyny śrubowe. Amortyzatory gazowe niskociśnieniowe podwójnego działania. Stabilizator poprzeczny.
- Średnica zawracania:
  - 10,5 m (wersje 1,6, 1,8 i 1,9 JTD),
  - 10,9 m (wersje 2,0 i 2,4 JTD),
- Układ hamulcowy:
  - Hamulce przednie:  tarczowe wentylowane (oprócz wersji 1,6) z zaciskami pływającymi i cylinderkiem dla każdego koła.
  - Hamulce tylne: tarczowe z zaciskami pływającymi.
  - Serwohamulec podciśnieniowy.
  - Układ ABS z EBD w standardzie we wszystkich wersjach. W niektórych wersjach i w opcji dostępne systemy ASR, ESP oraz Hill Holder.
- Ogumienie:
  - 195/65/R15,
  - 205/60 R15 (opcja),
  - 205/55 R16 (opcja dla silnika 2,4 JTD),
- Skrzynia biegów:
  - Napęd przedni,
  - 5 zsynchronizowanych biegów do przodu i bieg wsteczny,
  - W wersjach z silnikiem Diesla bieg wsteczny również zsynchronizowany,
  - W wersji 2,0 dostępna automatyczna 4-biegowa skrzynia Comfortonic (do 2001 roku).

### Silniki benzynowe (1,6 16V)
Silnik DOHC czterocylindrowy w układzie rzędowym (poprzeczny) o pojemności 1596 cm³ z wtryskiem wielopunktowym.
- Moc: 103 KM (76 kW) osiągana przy 5750 obr./min,
- Maksymalny moment obrotowy: 145 Nm przy 4000 obr./min,
- Przyspieszenie od 0-100 km/h: 12,1 s,
- Stopień sprężania – 10,5:1,
- Prędkość maksymalna: 185 km/h,
- Masa: 1250/1290 kg (Berlina/SW),
- Spalanie (miasto/trasa/średnie): 11,2/6,4/8,2. Dla wersji SW o 0,2 wyższe.
- Emisja CO2 w g/km (1999/100/CE): 194 – Berlina, 197 – SW,

### Silniki benzynowe (1,8 16V VVT V.I.S)
Silnik DOHC czterocylindrowy w układzie rzędowym (poprzeczny) o pojemności 1747 cm³ z wtryskiem wielopunktowym i wariatorem faz rozrządu.
- Moc: 130 KM (96 kW) osiągana przy 6300 obr./min,
- Maksymalny moment obrotowy: 164 Nm przy 3800 obr./min,
- Przyspieszenie od 0-100km/h: 10,3 s,
- Stopień sprężania: 10,3:1,
- Prędkość maksymalna: 208 km/h,
- Masa: 1300/1340 kg (Berlina/SW),
- Spalanie (miasto/trasa/średnie): 11,8/6,3/8,3. Dla wersji SW o ok. 0,2 wyższe.
- Emisja CO2 w g/km (1999/100/CE): 198 – Berlina, 206 – SW,

### Silniki benzynowe (2,0 20V VVT V.I.S)
Silnik DOHC pięciocylindrowy w układzie rzędowym (poprzeczny) o pojemności 1998 cm³ z wtryskiem wielopunktowym i wariatorem faz rozrządu.
- Moc: 150 KM (110 kW) osiągana przy 6500 obr./min,
- Maksymalny moment obrotowy: 181 Nm przy 3750 obr./min,
- Przyspieszenie od 0-100km/h: 9,5s,
- Stopień sprężania – 10,7:1,
- Prędkość maksymalna: 210 km/h,
- Masa: 1350/1390 kg (Berlina/SW),
- Spalanie (miasto/trasa/średnie): 13,8/7,5/9,8. Dla wersji SW o ok. 0,2 wyższe.
- Emisja CO2 w g/km (1999/100/CE): 233 – Berlina, 238 – SW,

### SilnikiDiesla(1,9 8VJTD)
Silnik SOHC czterocylindrowy w układzie rzędowym (poprzeczny) o pojemności 1910 cm³ z bezpośrednim wtryskiem paliwa pod wysokim ciśnieniem (unijet), z turbodoładowaniem i intercoolerem. Początkowo (I generacja) wyposażony był w turbinę o stałej geometrii łopatek. We wrześniu 2000 roku silnik przeszedł modernizację mającą na celu zwiększenie osiągów i dostosowanie go do normy Euro 3. Zastosowano m.in. sprężarkę o zmiennej geometrii łopatek, wtryskiwacze o 6 dziurkach (zamiast 5), nową centralkę wtrysku i katalizatory. W maju 2001 roku ponownie podniesiono moc silnika.
Generacje silnika
- I- 07.1999 – 09.2000
  - Moc: 105 KM (77 kW) osiągana przy 4000 obr./min,
  - Maksymalny moment obrotowy: 255 Nm przy 2000 obr./min,
  - Prędkość maksymalna: 188 km/h,
  - Przyspieszenie od 0-100 km/h: 10,8 s,

- II – 09.2000 – 05.2001
  - Moc: 110 KM (81 kW) osiągana przy 4000 obr./min,
  - Maksymalny moment obrotowy: 275 Nm przy 2000 obr./min,
  - Prędkość maksymalna: 189 km/h,

- III- od 05.2001
  - Moc: 115 KM (85 kW) osiągana przy 4000 obr./min,
  - Maksymalny moment obrotowy: 275 Nm przy 2000 obr./min,
  - Prędkość maksymalna: 190 km/h,
  - Emisja CO2 w g/km (1999/100/CE): 157 – Berlina, 162 – SW,

Dane dla wszystkich generacji:
- Stopień sprężania – 18,5:1,
- Masa: 1310/1350 kg (Berlina/SW),
- Spalanie (miasto/trasa/średnie): 8,1/4,7/5,9. Dla wersji SW o ok. 0,2 wyższe.

### SilnikiDiesla(2,4 10V JTD)
Silnik SOHC pięciocylindrowy w układzie rzędowym (poprzeczny) o pojemności 2387 cm³ z bezpośrednim wtryskiem paliwa pod wysokim ciśnieniem (unijet), z turbodoładowaniem i intercoolerem. Początkowo (I generacja) wyposażony był w turbinę o stałej geometrii łopatek. We wrześniu 2000 roku silnik przeszedł modernizacje mającą na celu zwiększenie osiągów i dostosowanie go do normy Euro 3. Zastosowano m.in. sprężarkę o zmiennej geometrii łopatek, wtryskiwacze o 6 dziurkach (zamiast 5), nową centralkę wtrysku i katalizatory. W maju 2002 roku ponownie podniesiono moc silnika.
Generacje silnika:
- I – 07.1999 – 09.2000
  - Moc: 100 kW (136 KM) osiągana przy 4200 obr./min,
  - Maksymalny moment obrotowy: 304 Nm przy 2000 obr./min,
  - Prędkość maksymalna: 203 km/h.

- II – 09.2000 – 05.2002
  - Moc: 103 kW (140 KM) osiągana przy 4000 obr./min,
  - Maksymalny moment obrotowy: 304 Nm przy 1800 obr./min,
  - Prędkość maksymalna: 205 km/h.

- III- od 05.2002
  - Moc: 110 kW (150 KM) osiągana przy 4000 obr./min,
  - Maksymalny moment obrotowy – 305 Nm przy 1800 obr./min,
  - Prędkość maksymalna: 214 km/h,
  - Przyspieszenie od 0-100km/h: 9,4 s.

Dane dla wszystkich generacji:
- Stopień sprężania – 18,5:1.
- Masa: 1370/1410 kg (Berlina/SW).
- Spalanie (miasto/trasa/średnie): 8,9/5,3/6,6. Dla wersji SW o ok. 0,2 wyższe.
- Emisja CO2 w g/km (1999/100/CE): 176 – Berlina, 179 – SW.